# Atentado ao Hotel Brinks
O atentado ao Hotel Brinks foi uma ação de guerrilha realizada pelos vietcongues durante a Guerra do Vietnã; o Hotel Brinks, localizado em Saigon, foi explodido pela Frente Nacional para a Libertação do Vietname no início da noite do dia 24 de dezembro de 1964 quando dois agentes vietcongues detonaram um carro-bomba em seu subsolo. No hotel residiam oficiais do Exército dos Estados Unidos. A explosão matou dois americanos, além de ferir aproximadamente outras sessenta pessoas, entre civis vietnamitas e militares.
Os comandantes da Frente Nacional para a Libertação do Vietname planejaram o atentado com dois objetivos em mente: em primeiro lugar, ao atacar uma instalação americana no centro da fortemente vigiada capital, os vietcongues queriam demonstrar sua capacidade de ataque no Vietnã do Sul caso os Estados Unidos decidissem lançar ataques aéreos contra o Vietnã do Norte; em segundo lugar, demonstrar aos sul-vietnamitas que os americanos eram vulneráveis e não podiam ser usados como proteção.
O atentado provocou um debate no interior da administração de Lyndon B. Johnson, presidente dos Estados Unidos na época. Muitos de seus conselheiros concordavam com um bombardeio e introdução de tropas americanas no Vietname do Norte em represália, enquanto Johnson preferia a estratégia existente de treinamento do Exército da República do Vietname para proteger o Vietnã do Sul dos vietcongues. No final a ideia do presidente prevaleceu, e não foi feito nenhum bombardeamento retaliatório.

## Contexto e planejamento
Após a Segunda Guerra Mundial, o comunista Viet Minh lutou contra as forças coloniais francesas, na tentativa de conquistar a independência vietnamita. Após a derrota francesa na Batalha de Dien Bien Phu, em 1954, o Vietnã foi particionado no 17º paralelo, na pendência de eleições nacionais de reunificação em 1956. As eleições foram canceladas, resultando no Vietnã do Norte (comunista desde há longo tempo) e no Vietnã do Sul, anticomunista, como estados separados. No final da década de 1950 guerrilheiros sul-vietnamitas, conhecidos como vietcongues e secretamente apoiados pelo Vietnã do Norte, iniciaram uma revolta para reunificar o país sob regime comunista. Com a Guerra Fria em seu auge os Estados Unidos, que eram os que mais apoiavam o Vietnã do Sul, mandaram assessores militares para o país com o objetivo de ajudar no treinamento do Exército da República do Vietnã em sua luta contra o vietcongue. Em 1964, havia cerca de 23 mil militares americanos no país. Os comunistas viam-nos como colonizadores, que utilizavam os vietnamitas do sul como seus fantoches e, por isto, atacaram ambos fortemente.
O atentado foi planejado e realizado por dois agentes vietcongues que escaparam ilesos e nunca foram capturados. Nguyen Thanh Xuan, um deles, admitiu seu envolvimento na explosão para o jornalista e historiador Stanley Karnow após o fim da guerra. No fim de novembro, Xuan e seu parceiro receberam ordens de um intermediário vietcongue para bombardear o Hotel Brinks. A construção, que possuía seis andares e 193 quartos, abrigava militares do Exército estadunidense, entre eles tenentes-coronéis e majores, e também atraía os militares que estavam de folga pela sua comida altamente recomendada e pelas sessões cinematográficas. A dupla vietcongue observou seu alvo durante o mês seguinte, em meio à multidão da agitada rua onde se localizava o hotel. Notando que os oficiais do Vietnã do Sul se misturavam livremente com os americanos, obtiveram uniformes do exército sul-vietnamita no mercado negro de Saigon, o que lhes permitiu se aproximarem do lugar. Xuan disfarçou-se como um motorista militar, enquanto seu parceiro se vestiu como um major sul-vietnamita. Eles misturaram-se com os verdadeiros oficiais, para que pudessem copiar suas maneiras, o modo de falar e até mesmo seus jeitos de fumar. A dupla vietcongue providenciou então dois carros e os explosivos necessários para a operação.
Os comandantes vietcongues planejaram o atentado com dois objetivos em mente. Primeiramente, atacando uma instituição norte-americana no coração da capital vietnamita, fortemente vigiada, o atentado demonstraria a capacidade vietcongue de atacar os americanos no Vietnam, caso os Estados Unidos decidissem realizar ataques aéreos contra o Vietnã do Norte. Em segundo lugar, o ataque demonstraria para o povo do Vietnã do Sul que os americanos eram vulneráveis, e que não podiam ser usados como proteção. Xuan adicionou que "todos os crimes cometidos pelos americanos foram dirigidos deste centro de comando". Ele lembrou que o número de oficiais americanos no Hotel Brinks aumentaria na noite de Natal, pois estavam utilizando o edifício para coordenar suas celebrações, e que o ataque causaria então mais fatalidades que num dia normal.

## A explosão
Os bombistas colocaram os explosivos, que pesavam aproximadamente noventa quilogramas, na mala de um de seus carros, e programaram o dispositivo para detonar às 17:45, quando decorria a happy hour dos oficiais no bar do hotel e dirigiram então seus veículos até o local. Sabendo que um coronel americano havia retornado aos Estados Unidos, o suposto major mentiu e disse ao balconista do hotel que tinha um encontro com o coronel, afirmando que ele estaria regressando de Da Lat. O balconista respondeu que o coronel havia deixado o país. Contudo, o agente vietcongue insistiu que ele estava enganado. O "major" então estacionou o seu veículo no subsolo do hotel, tendo ordenado antes ao seu motorista, Xuan, para deixar o local e ir buscar o americano com outro veículo. Antes de sair do hotel, pediu ao guarda para dizer para o coronel que aguardasse o seu regresso, afirmando que ainda não havia comido desde o dia anterior, e por isso estava indo a uma cafeteria próxima.
Enquanto o suposto major estava na cafeteria, a bomba foi detonada, matando dois oficiais americanos. O primeiro e de maior patente foi o tenente-coronel James Robert Hagen, que serviu no exército durante vinte anos e estava trabalhando para o MACV. A segunda vítima foi Benjamin Beltran Castañeda, um subtenente que também serviu para a MACV e foi membro do exército por vinte anos, morrendo em consequência de seus ferimentos no dia 23 de janeiro de 1965. Os relatórios dos números de feridos são contraditórios. Enquanto o historiador Stanley Karnow relatou que 58 pessoas, entre militares e civis feridos, Mark Moyar relatou que 38 militares americanos e 25 civis vietnamitas sofreram ferimentos. Já o jornalista A. J. Langguth relatou que dez americanos e 43 vietnamitas foram feridos.
Além das vigas de aço que sustentavam a construção, a explosão destruiu completamente o andar térreo. Os quatro andares inferiores foram todos perfurados pela explosão, sofrendo danos significativos. O dano foi agravado pela presença de alguns caminhões, carregados com botijões de gás prontos para entrega, no subsolo do hotel. Como resultado, a explosão detonou o gás, criando uma bola de fogo. No momento do acidente, artistas americanos, entre eles Bob Hope, estavam em Saigon para realizar performances para os militares americanos. Não é claro se Hope era um alvo; Moyar relatou que ele fora visado, contudo houve um atraso no aeroporto devido a problemas com sua bagagem, enquanto Lawrence J. Quirk afirmou que o comediante e sua trupe estavam num hotel do outro lado da rua, fora do alcance da explosão.

## Reação

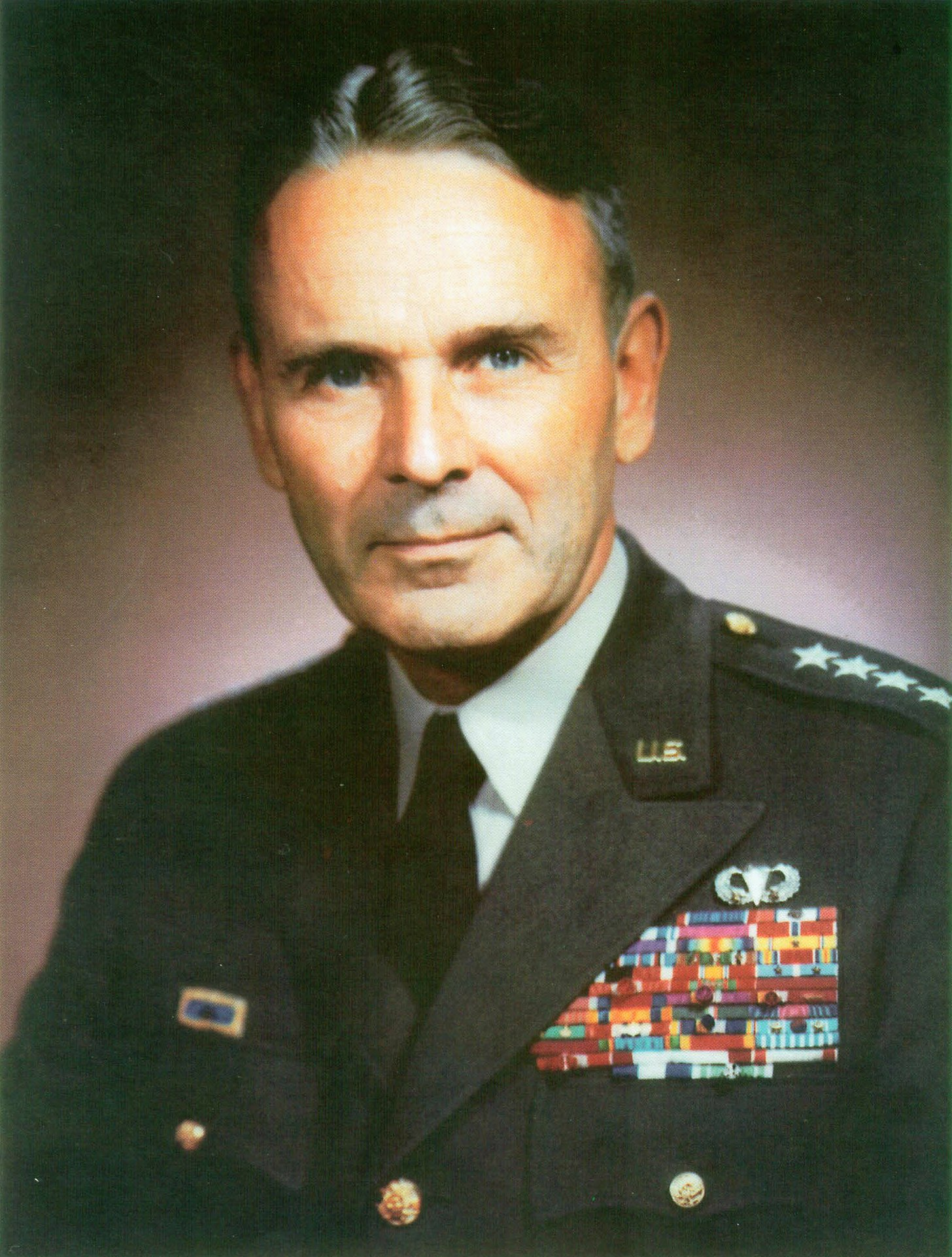
Maxwell Taylor, o embaixador dos Estados Unidos no Vietnã do Sul, que defendia ataques aéreos contra o Vietnã do Norte como represália pelo atentado.

O ataque surpreendeu oficiais americanos e políticos no Vietnã, que acreditavam que o governo sul-vietnamita tinha o controle de Saigon, e que o Vietcong só era uma ameaça nas áreas rurais. O governo sul-vietnamita era instável, e era a última de uma série de juntas militares que comandaram por breves períodos antes de serem depostas. As disputas internas no governo sul-vietnamita irritavam Maxwell Taylor, o embaixador dos Estados Unidos no Vietnã do Sul e ex-presidente da Joint Chiefs of Staff norte-americana, que achava que as disputas entres os membros superiores da junta militar estavam atrapalhando os esforços americanos na guerra. Menos de duas semanas antes da explosão os generais tinham dissolvido o Supremo Conselho Nacional, um órgão de assessoria civil, levando Taylor a convocá-los de imediato ao seu escritório. O embaixador furioso, denunciou, os generais, e no dia seguinte aconselhou o presidente, Nguyen Khanh, a renunciar e a exilar-se, visto que havia perdido a confiança de Taylor.
Khanh então ameaçou expulsar Taylor, e este respondera-lhe que sua saída forçada seria o fim do apoio dos Estados Unidos ao Vietnã do Sul. A 22 de dezembro, Khanh anunciou na Rádio Vietnamita: "Nós fazemos sacrifícios pela independência da nação e pela liberdade do povo vietnamita, contudo não cumprimos a política de nenhum país estrangeiro.". Khanh denunciou Taylor explicitamente em uma entrevista, publicada no New York Herald Tribune a 23 de dezembro, e no dia do atentado emitiu uma nota de independência da "manipulação estrangeira". Naquele momento Khanh também estava negociando secretamente com os comunistas, na esperança de firmar um acordo de paz para que pudesse expulsar os americanos do Vietnã. Como resultado dessa fala, houve a suspeita entre uma minoria de que Khanh e seus oficiais estariam por trás do ataque, embora os vietcongues tivessem assumido a responsabilidade do atentado por uma transmissão de rádio.
O General William Westmoreland (comandante do exército americano no Vietnã do Sul), Taylor e outros oficiais norte-americanos de alta patente em Saigon e Washington DC solicitaram ao presidente Lyndon B. Johnson autorização para a realização de bombardeamentos retaliatórios contra o Vietnã do Norte. Taylor contatou Washington no dia de Natal, recomendando que os Estados Unidos agissem de forma unilateral, lembrando a animosidade existente entre ele e a junta de Khanh.

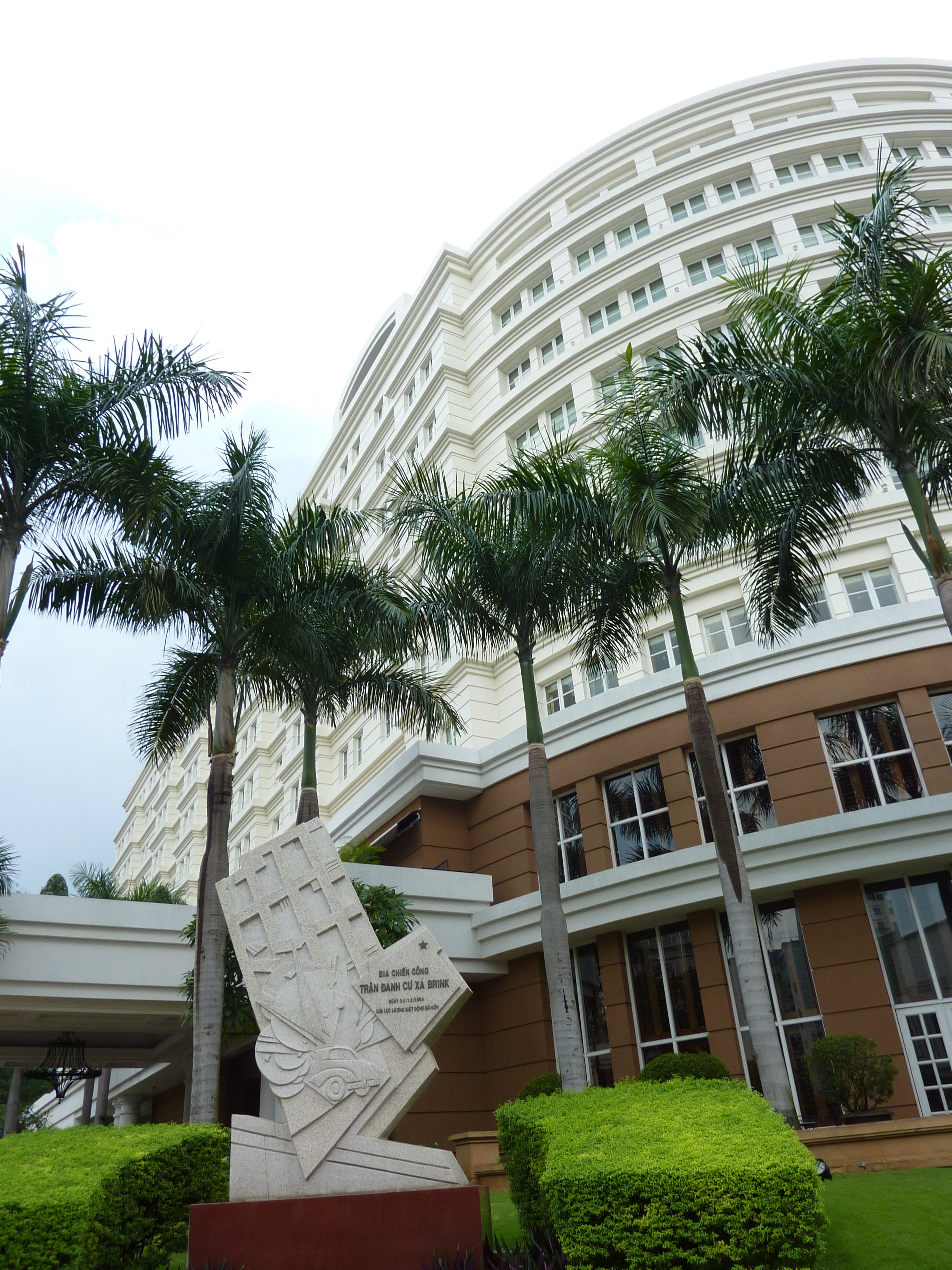
O Hotel Park Hyatt, construído num estilo colonial francês. Pode-se observar também o memorial ao ataque

Johnson convocou os seus conselheiros para seu rancho no Texas, ainda no dia de Natal, para discutir o assunto. Os Secretários de Estado e de Defesa dos Estados Unidos no momento, Dean Rusk e Robert McNamara, respectivamente, aconselharam o presidente a rejeitar a proposta de Taylor. Ele seguiu o conselho de seus secretários, alegando que uma intensificação da guerra durante o período de Natal seria inapropriada, prejudicando a moral pública. Johnson também observou que devido à instabilidade política em Saigon, a comunidade internacional e o povo americano provavelmente não acreditariam que os vietcongues estivesse por trás do ataque mas, pelo contrário, sentiriam que eles teriam sido responsabilizados por um atentado devido a disputas internas locais. Isso ocorreu mesmo após o Vietcongue ter assumido a responsabilidade pelo ataque. Oficiais da administração de Johnson concluíram, quatro dias depois, que o Vietcongue era mesmo o responsável pelo ataque. Apesar disto Johnson achou que era tarde demais para uma retaliação, e que qualquer ação tomada mais de 36 horas após o evento constituiria uma agressão sem motivos. O Departamento de Estado contatou Taylor e a embaixada, dizendo que "Em vista da confusão generalizada em Saigon as opiniões internacional e do público americano sobre  um ataque aéreo seriam de que a administração de Johnson estaria "tentando sair de uma crise política [Sul-vietnamita] interna por meios militares". Johnson disse a Taylor que "Toda vez que eu recebo uma recomendação militar parece-me que ela sugere um bombardeamento em larga escala. Tenho o sentimento de que essa guerra nunca será ganha pelo ar". Naquele momento Johnson estava relutante em atender aos pedidos dos seus oficiais para um bombardeio em larga escala do Vietnã do Norte, uma estratégia que depois veio a se tornar uma política em relação àquele país.
Em janeiro de 1965 o vietcongue secretamente realizou sua terceira conferência no Vietnã do Sul, e concluiu que ao não retaliarem "os americanos perderam o desejo de atacar o Vietnã do Norte ou proteger o Vietnã do Sul do golpe mortal". O Vietnã do Norte sempre negou veementemente ter mandado tropas ou equipamento para o Vietnã do Sul. Na realidade ambos os lados violaram os acordos estabelecidos pela Conferência de Genebra, ao se infiltrarem secretamente nas fronteiras alheias para realizar atividades militares hostis. Enquanto isso o Vietnã do Sul, em novembro de 1964, havia imposto censura à mídia e fechado dez jornais por simpatizarem com os comunistas.
O ataque fomentou sentimentos de insegurança entre políticos americanos sobre eventuais ataques comunistas. Johnson esperava que a presença de conselheiros militares fosse suficiente para fortalecer o Exército da República do Vietnã e para estabilizar o governo de Saigon. Não obstante, muitos de seus conselheiros de defesa sentiram que tropas de combate americanas eram necessárias em território vietnamita. Isso aumentou a tensão entre funcionários públicos e militares do presidente, antes mesmo que os americanos entrassem diretamente no conflito, em 1965. David Tucker, do United States Army War College, afirmou que o atentado era "Insignificante no balanço militar geral, mas importante para a luta política, que era o foco principal do inimigo [o vietcongue]". O hotel foi restaurado e oficiais americanos continuaram a frequentar o local até a queda de Saigon em 1975, quando os comunistas tomaram o Vietnã do Sul e reunificaram o país sob seu comando.
Atualmente há o Hotel Park Hyatt no local, construído em 2005. Em sua entrada foi erguido um memorial ao bombardeamento, celebrando a ação vietcongue sobre as forças americanas.